# Miguel Prieto Pérez
Pour les articles homonymes, voir Prieto.
Pas d'image ? Cliquez ici
Miguel Prieto Pérez, né le 7 avril 1952 à Zamora (Castille-et-León), est un pilote espagnol de rallye-raid auto. Il a été le premier Espagnol à monter sur le podium du Rallye Dakar dans la catégorie auto,. Il réside à Vitoria-Gasteiz.
Le 1re janvier 1999, il devient le deuxième espagnol a remporté une étape en catégorie auto après Salvador Servià (1992),.

## Palmarès

### Résultats au Rallye Dakar
| Année | Categorie | Marque        | Position | Victoires d'étapes | Copilote                                            |
| ----- | --------- | ------------- | -------- | ------------------ | --------------------------------------------------- |
| 1987  | Auto      | Nissan Patrol | 9e       | -                  | Ramon Termens (en espagnol : Ramón Térmens Beltrán) |
| 1989  | Auto      | Nissan Patrol | 21e      | -                  | Manuel Juncosa                                      |
| 1990  | Auto      | Nissan Patrol | 13e      | -                  | Manuel Juncosa                                      |
| 1996  | Auto      | Mitsubishi    | 11e      | -                  | Javier Olave                                        |
| 1997  | Auto      | Mitsubishi    | 12e      | -                  | Carlos Mas                                          |
| 1998  | Auto      | Mitsubishi    | 8e       | -                  | Fernando Gil                                        |
| 1999  | Auto      | Mitsubishi    | 2e       | 3                  | Dominique Serieys                                   |

### Autres
- Rallye de Tunisie : vainqueur en 1985 avec comme copilote Julio Vásquez
- Rallye des Pharaons : vainqueur en 1986 avec comme copilote Termanz (en catalan et en espagnol : Térmens)